# Evangelisches Diözesanmuseum Fresach

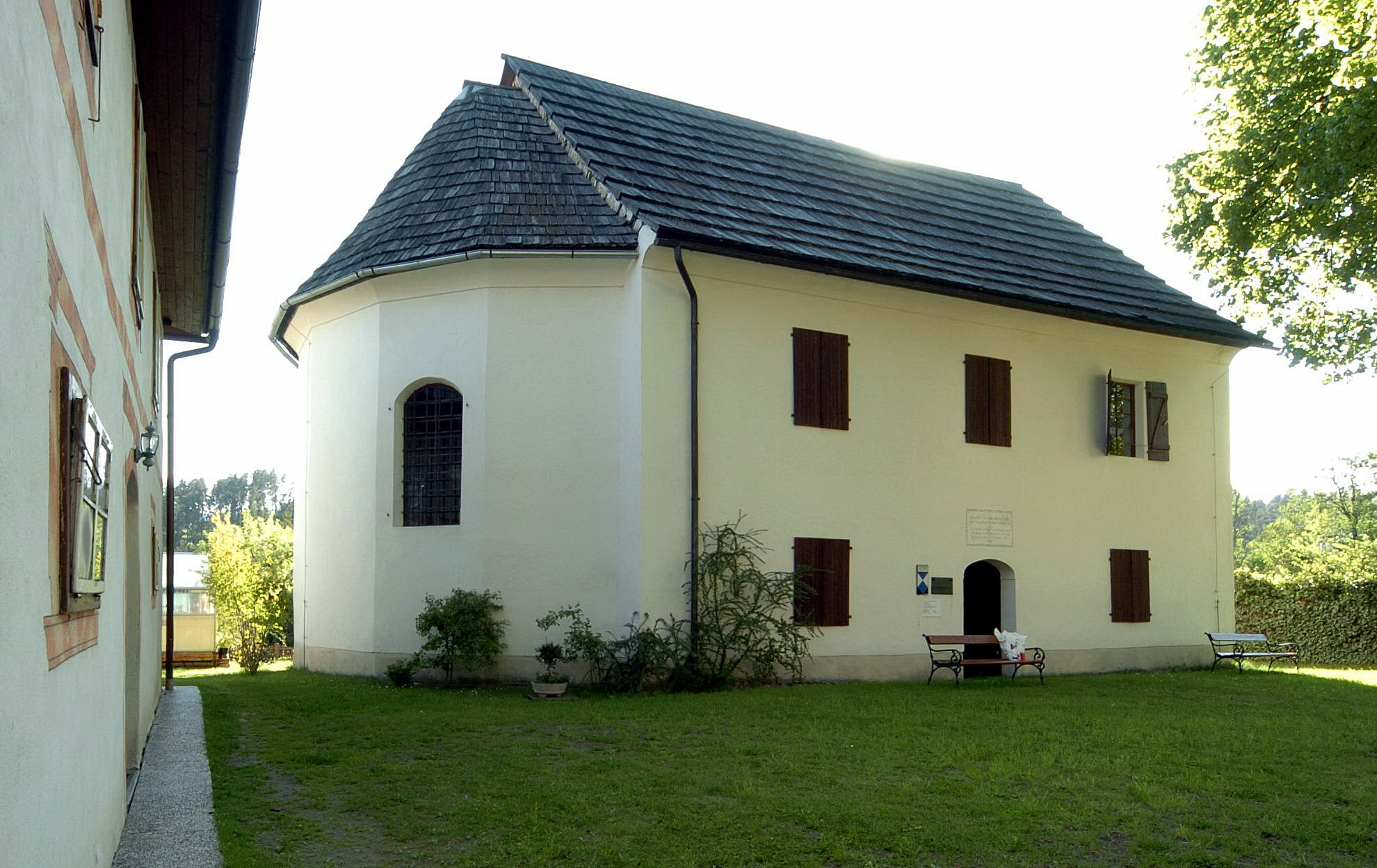
Evangelisches Diözesanmuseum (früheres Toleranzbethaus)

Das Evangelische Diözesanmuseum in der Kärntner Gemeinde Fresach ist eine Gedenkstätte für die Geschichte des Protestantismus in Kärnten und ganz Österreich. Es verbindet seine Ausstellung im ältesten und nunmehr einzig original erhaltenen Toleranzbethaus mit einem anlässlich der Kärntner Landesausstellung 2011 „500 Jahre Protestantismus in Kärnten“ errichteten Ausstellungsgebäude, das mit dem Landesbaupreis 2011 ausgezeichnet wurde. Das Gebäude steht unter Denkmalschutz (Listeneintrag).

## Toleranzbethaus
Die evangelische Gemeinde Fresach wurde 1782, ein Jahr nach dem Toleranzpatent Kaiser Joseph II., wiedergegründet. Sie war damit Ende des Jahres eine von sechs Kärntner Gemeinden, die die Bedingungen des Patents erfüllten (mindestens 500 Personen oder 100 Familien).
1784 konnte das Bethaus eingeweiht werden. Wie gefordert liegt es abseits der Straße, ohne Turm und Glocken, mit kleinen Fenstern und Eingang von der Hinterseite. Kirchenbänke wurden von den Gemeindegliedern selbst gezimmert. Der Bedeutung der Predigt im Protestantismus entsprechend wurde die Kanzel in der zentralen Achse des Gebäudes über dem Altar eingebaut (Kanzelaltar). Das Gebäude ist einzigartig, weil es als ältestes und einziges von ehemals 50 österreichischen Bethäusern im Originalzustand erhalten ist. Das Haus war in Funktion bis 1951, als man die neue evangelische Kirche oberhalb des Hauses bauen konnte. Das zugehörige Pfarrhaus vom Ende des 18. Jahrhunderts steht ebenfalls unter Denkmalschutz. Die Pfarrei nutzte das Gebäude für den Aufbau einer Sammlung von Zeugnissen zur Geschichte der verfolgten Protestanten in der Diözese Kärnten und Osttirol, die bald durch ihr Bekanntwerden als Evangelisches Diözesanmuseum Exponate aus ganz Österreich aufnehmen konnte. Langjähriger Leiter war nach seiner Pensionierung der Bischof Oskar Sakrausky, der die Sammlung auch begründet hatte. Die historische Buchsammlung von 850 Werken wurde ins Handbuch der historischen Buchbestände aufgenommen. Neben diesen Büchern zeigt das Museum liturgische Gegenstände, Bilder, Medaillen, Übersichtstafeln, Photographien, Archivalien und Briefe.

## Neues Museumsgebäude
Anlässlich der Landesausstellung wurde Bethaus und Pfarrhaus umfassend renoviert und dazu ein Ausstellungs- und Veranstaltungsgebäude gebaut. Architekt war Bernhard Marte, ein Architekt der Neuen Vorarlberger Bauschule. Der Spatenstich fand im April 2010 statt. Die Eröffnung war im Mai 2011. Von den Kosten von 4,2 Millionen Euro trug das Bundesland Kärnten 80 % und die Kommunalgemeinde 400.000 Euro.
Träger des Museums ist der Verein für evangelische Glaubensüberlieferung in Kärnten.

## Einbindung
Das Museum will als Stätte der Toleranz in die Region wirken. Es ist auch Station auf dem evangelischen Pilgerweg Weg des Buches, der von Passau bis Arnoldstein an der slowenischen Grenze geht und an den Bücherschmuggel der Evangelischen zur Zeit der Gegenreformation erinnert.